# کداک ایزی‌شر دی‌ایکس۶۴۹۰
کداک ایزی‌شر دی‌ایکس۶۴۹۰ (به انگلیسی: Kodak EasyShare DX6490) یک دوربین عکاسی ساخت شرکت کداک است.